# Khotang
Der Distrikt Khotang ist ein Distrikt in Nepal und gehört seit der Verfassung von 2015 zur Provinz Koshi.
Die Flüsse Dudhkoshi und Sunkoshi bilden die westliche und südliche Distriktgrenze.
Der Distrikt hatte 2001 bei der Volkszählung 231.385 Einwohner; 2011 waren es 206.312.

## Verwaltungsgliederung
Städte (Munizipalitäten) im Distrikt Khotang:
- Rupakot Majhuwagadhi
- Halesi Tuwachung

Gaunpalikas (Landgemeinden):
- Khotehang
- Diprung
- Aiselukharka
- Jantedhunga
- Kepilasgadhi
- Barahpokhari
- Lamidanda
- Sakela